# 2002 في كوريا الجنوبية
فيما يلي قوائم الأحداث التي وقعت خلال عام 2002 في كوريا الجنوبية.

## أحداث
- 2 أبريل – افتتاح مطار يانغ يانغ الدولي.
- 3 أبريل – ليم دونغ وون، المستشار الأمني للرئيس كيم داي جونغ، يقوم بزيارة بيونغيانغ كمبعوث رئاسي خاص.
- 15 أبريل – طيران الصين الرحلة 129
- 29 سبتمبر – دورة الألعاب الآسيوية 2002

## سياسة

### تعيين في المنصب
- 1 يوليو – إي ميونغ باك Mayor of Seoul [الإنجليزية]‏.

## رياضة
- 1 يناير – كأس العالم لكرة القدم 2002 الفائز منتخب البرازيل لكرة القدم.

## أفلام
من الأفلام التي صدرت هذه السنة في كوريا الجنوبية:
- 1 يناير – المنطقة الأمنية المشتركة من إخراج بارك تشان ووك.
- 1 يناير – متعاطف مع السيد المنتقم من إخراج بارك تشان ووك.

## برامج ومسلسلات وأنمي
- التاجر

## وفيات

### مايو
- 18 مايو – سونغ هي رم (مواليد 1937) ممثلة كورية شمالية، وعشيقة كم جونغ إل.